# Museo ebraico di Manchester

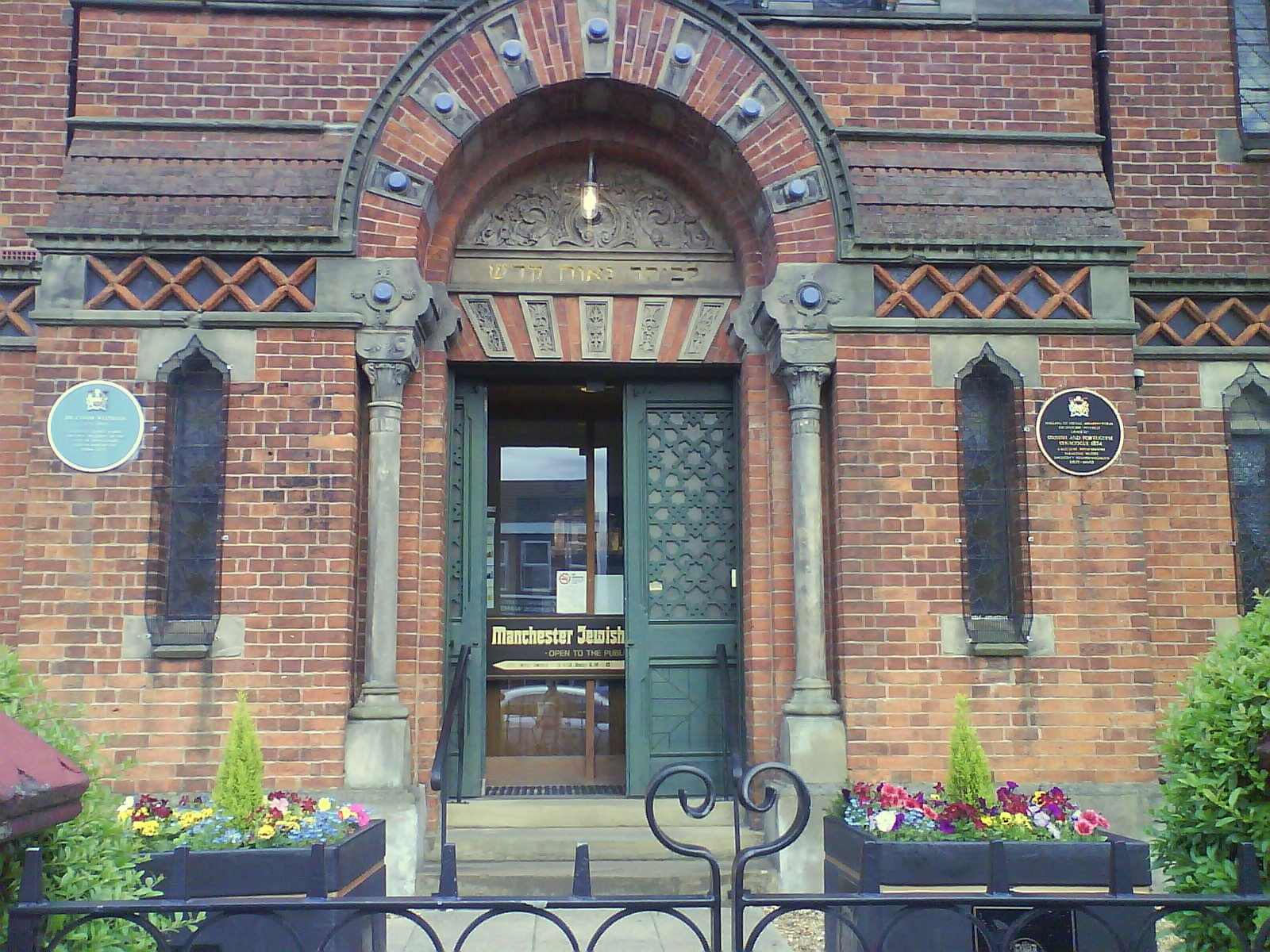
Il portale di ingresso

Il Museo ebraico di Manchester (Manchester Jewish Museum) sorge all'interno della sinagoga ispanico-portoghese di Manchester, completata nel 1874 e quindi la più antica e importante sinagoga monumentale della città e una delle più antiche ed importanti dell'intera Inghilterra; divenne sede del museo dopo che non fu più regolarmente attiva per il culto.

## Storia e descrizione
Nella seconda metà dell'Ottocento la comunità ebraica di Manchester era molto cresciuta in numero e prestigio. La decisione di costruire la prima sinagoga sefardita della città fu presa nel febbraio 1872. Lo stesso anno si acquistò il terreno ed il progetto fu affidato all'architetto Edward Salomons che ne completò in breve tempo la costruzione. La cerimonia di dedicazione si tenne il 6 maggio 1874.
Salomons optò per uno stile eclettico, combinando elementi neobizantini e neomoreschi, seconda un modello allora divenuto popolare anche nell'architettura delle sinagoghe inglesi.
L'esterno dell'edificio, in mattoni rossi, presenta due file di finestre ad arco moresco attorno al portale centrale, di impronta più neobizantina. Il rosone di piccole dimensioni è ridotto ad elemento decorativo.
L'interno è una grande sala rettangolare. Il matroneo, rialzato, si estende lungo le pareti laterali e contro la parete di fondo, sorretto da colonne.
L'arca santa è situata entro un'abside aperta da un grande arco moresco. L'arca è fiancheggiata da ciascun lato da colonne binate  di marmo rosa, che sostengono un timpano ad arco che contiene le tavole dei Dieci comandamenti. Come tipico nelle sinagoghe spagnolo-portoghesi la bimah è collocata sul lato opposto all'arca santa.
Nel 1913, alla morte di Ezra Altaras, ex-presidente della congregazione, i familiari decisero di dedicare una vetrata in sua memoria, collocata nella finestra al di sopra dell'Arca santa. Seguendo lo stesso esempio, altri membri della comunità donarono finestre memoriali, creando una ricca collezione, preservatasi fino ad oggi. Nel 1919 un appezzamento di terreno fu acquistato dietro la Sinagoga come sukkah permanente, per l'utilizzo durante la Festa dei tabernacoli ma anche come sala di riunione per la congregazione (oggi il locale è utilizzato dal Museo come sede espositiva).
Gli spostamenti demografici della popolazione ebraica nel secondo dopoguerra resero difficile la sopravvivenza della sinagoga, che dagli anni Settanta fu in pratica chiusa al culto e definitivamente nel 1981, Nel frattempo, il 3 ottobre 1974 era giunto il riconoscimento come monumento nazionale. Si fece largo l'idea di un futuro diverso per l'edificio. Il 25 marzo 1984, dopo due anni di restauro, la sinagoga riaprì come Museo ebraico di Manchester. Da allora l'edificio è rinato a nuova vita come sede di un'esposizione permanente sulla storia degli ebrei a Manchester, di mostre temporanee ed eventi culturali, ricevendo anche la visita di ospiti illustri come la regina Elisabetta II d'Inghilterra.